# TT284
Le tombeau thébain TT 284 est situé à Dra Abou el-Naga, une partie de la nécropole thébaine, sur la rive ouest du Nil, en face de Louxor.
C'est le lieu de sépulture de Pahemnetjer, scribe des offrandes de tous les dieux, qui a vécu pendant la période ramesside. 